# Hôtel Raba

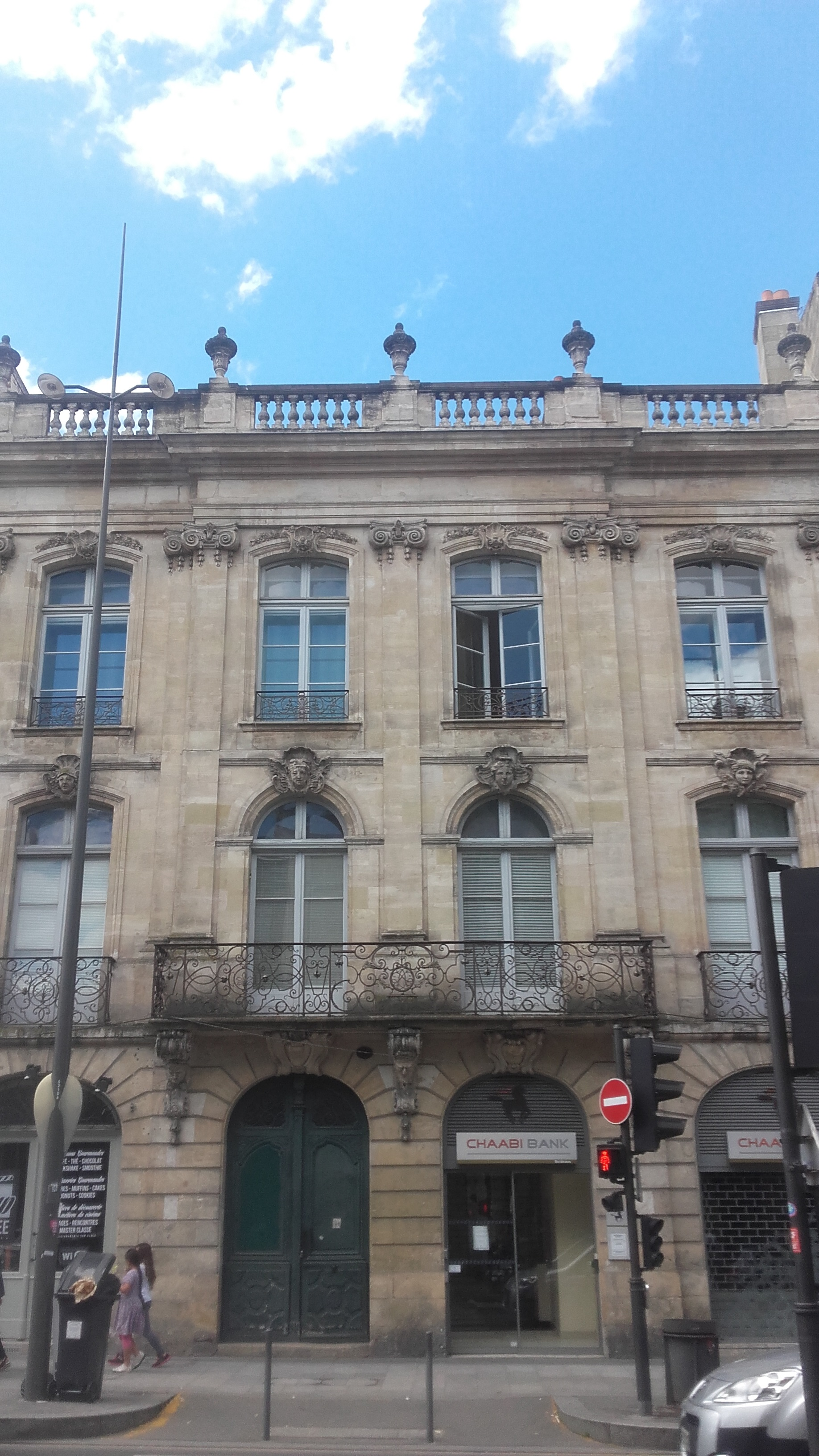
Mittelteil, Straßenseite, 2016

Das Hôtel Raba ist ein Hôtel particulier in Bordeaux, das seit 1975 unter Denkmalschutz steht. Es befindet sich an der Nordseite des Cours Victor Hugo, Hausnummer 67, einem historischen Boulevard in Verlängerung der Pont de Pierre am nördlichen Rand der Altstadt.

## Geschichte und Beschreibung
Das Bauwerk stammt aus dem 18. Jahrhundert und wurde aus dem typischen Sandstein errichtet. Es wurde von der portugiesischen Bankiersfamilie Raba erbaut. Der vierachsige Mittelbau springt ein wenig gegenüber den beiden Seitenflügeln hervor, die jeweils zweiachsig sind und den Mittelteil um ein Stockwerk überragen. Über alle Stockwerke reichende Pilaster prägen die Front. Am Gesims bilden Schmuckvasen, sogenannte Pot à feu, den Abschluss. Der zentrale Balkon im ersten Stockwerk wird durch Rundbogenfenster, die sonst keine Anwendung finden, besonders hervorgehoben. Das Geländer ist prachtvoll mit Schmiedeeisenarbeiten verziert und ruht auf Konsolen, die als Faunenköpfe gestalten und mit Rocaillen geschmückt sind.
Im Innern fällt die geschnitzte Decke des Treppenhauses besonders auf. Im ersten Stock befindet sich heute eine Wohnung, deren Räume ursprünglich als Empfangsräume gedient haben dürften. Die Salons sind mit Holztäfelung und Stuckarbeiten gestaltet. Der Fußboden besteht aus Edelholz-Parkett, namentlich Ebenholz, Mahagoni und Eiche.
Nach anderen Angaben geht der Bau zwischen 1745 und 1750 auf den Offizier François Lartigue zurück, der es 1779 an die Familie Raba veräußert hat. Die reiche Reedereifamilie Raba jüdischen Glaubens besaß es demnach erst in zweiter Hand.
Das Haus wurde am 7. März 1975 mit der Ordnungsnummer PA00083206 unter Denkmalschutz gestellt.